# Cattedrale dei Santi Simeone e Anna
La cattedrale dei Santi Simeone ed Anna (in lettone: Jelgavas Sv. Simeona un Sv. Annas pareizticīgo katedrāle) di Jelgava, in Lettonia, è cattedrale della chiesa ortodossa lettone per l'eparchia di Riga.

## Storia
La chiesa ha le sue radici nel 1711, quando lo zar russo Pietro I ordinò ad Anna Ivanovna, figlia di suo fratello maggiore Ivan V, di sposare Federico Guglielmo, duca di Curlandia. Duca aveva promesso di costruire una chiesa ortodossa a Jelgava, ma la morte prematura gli impedì di portare a termine la promessa. La vedova del duca affidò il ducato ad un suo consigliere, Peter Bestuževs, nel 1726 e dece costruire la chiesa, dedicata a santi Simeone ed Anna, essendo presente nella città una chiesa dedicata a sant'Anna.
Nel 1774 vennero poste le fondamenta per una nuova chiesa in mattoni su progetto dell'architetto Francesco Bartolomeo Rastrelli, completata e inaugurata nel 1780.
In seguito alla creazione dell'eparchia di Riga, la chiesa divenne una delle residenze dell'arcivescovo di Riga e fu elevata a cattedrale nel 1850.
Nel 1892 l'imperatore russo Alessandro III decise di finanziare il progetto dell'architetto Nikolaja Čagina per la completa ricostruzione della cattedrale. In seguito ai bombardamenti della seconda guerra mondiale, Nell'agosto del 1944 la cattedrale è stata distrutta e solo con il ripristino dell'indipendenza della Lettonia la chiesa ortodossa lettone ha potuto finanziare il restauro dell'edificio, iniziato nel 1993 e conclusosi nel 2003.